# Susana Ruiz Cerutti
Susana Ruiz Cerutti (Buenos Aires, 18 novembre 1940 – Buenos Aires, 24 giugno 2024) è stata una politica e diplomatica argentina.

## Biografia
Fu una diplomatica di lungo corso, ricoprendo nella sua carriera l'incarico di ambasciatrice argentina in Svizzera, Liechtenstein, Canada. Nel 1989, per alcuni mesi, fu ministro degli Esteri, prima donna nel suo Paese a svolgere tale incarico.
Suzana Ruiz Cerutti morì a Buenos Aires il 24 giugno 2024 all'età di 83 anni.